# راه، راه بازگشت
راه، راهِ بازگشت (به انگلیسی: The Way, Way Back) فیلم درام - کمدی آمریکایی، به نویسندگی و کارگردانی نات فاکسون و جیم راش بوده و ستارگانی چون استیو کارل و آناسوفیا راب در این فیلم به ایفای نقش پرداخته‌اند.

## بازیگران
- استیو کارل
- آناسوفیا راب
- تونی کولت
- آلیسون جانی
- سام راکول
- مایا رودولف
- لیام جیمز
- راب کوردری
- آماندا پیت

## پیوند
- راه راه بازگشت در بانک اطلاعات اینترنتی فیلم‌ها
- راه راه بازگشت در راتن تومیتوس